# Stadio Comunale Pacifico Carotti
Stadio Comunale Pacifico Carotti – stadion znajdujący się w Jesi służący do rozgrywania meczów piłki nożnej.
Obiekt zaprojektowany przez Ferdinanda Fanelliego został oddany do użytku 25 października 1932 roku. Początkowo boisko okalała bieżnia lekkoatletyczna, a trybuna mieściła 1000 osób. Gdy w 1984 roku występujący na stadionie klub Jesina Calcio po raz pierwszy awansował do Serie C1, obiekt przeszedł renowację, podczas której wybudowano nową trybunę główną o pojemności 2500 widzów oraz drugą na 1500 osób, a także wyremontowano mieszczące tysiąc osób schody. Obecną nazwę otrzymał na cześć powojenngo burmistrza miasta.
Na stadionie odbył się jeden z meczów Pucharu Sześciu Narodów Kobiet 2016.